# Annabel Vernon

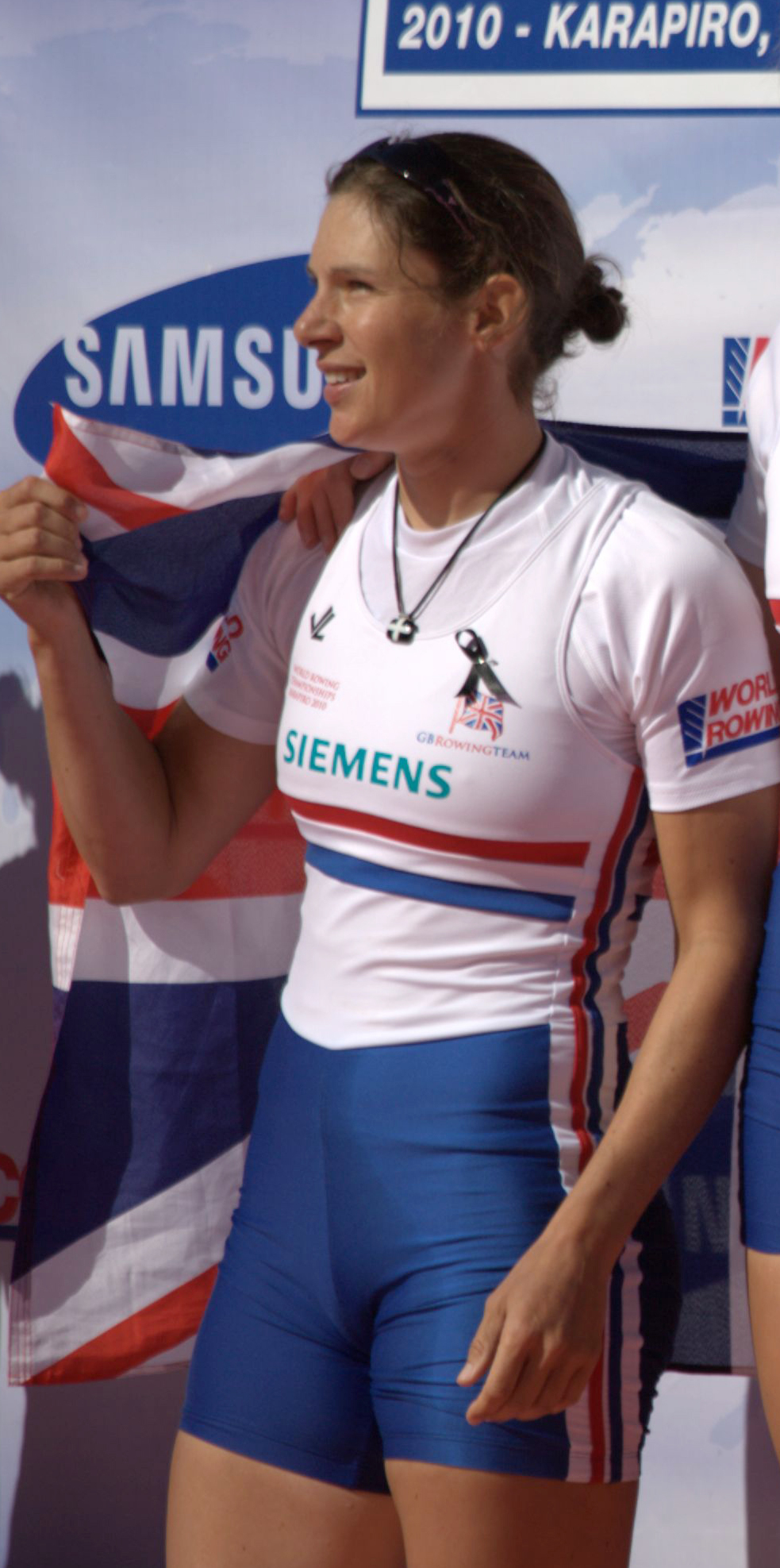
Annabel Vernon

Annabel „Annie“ Morwenna Vernon (* 1. September 1982 in Truro, Cornwall) ist eine britische Ruderin. Sie ist zweifache Weltmeisterin und Silbermedaillengewinnerin bei den Olympischen Sommerspielen 2008 in Peking.
Im Alter von 17 Jahren begann Vernon mit dem Rudersport. Erste Erfolge feierte sie in der U23-Altersklasse, in der sie im Jahr 2004 zusammen mit Jo Cook eine Bronzemedaille im Zweier ohne Steuerfrau bei der U23-Weltregatta gewinnen konnte. Danach wechselte sie in den Skull-Bereich und belegte in der offenen Altersklasse im Einer bei den Ruder-Weltmeisterschaften 2005 in Japan einen neunten Platz. Nach einem weiteren Übergangsjahr im Doppelzweier gelang ihr im Jahr 2007 der Sprung in den britischen Doppelvierer der Frauen, der bei den Ruder-Weltmeisterschaften 2007 die Goldmedaille gewinnen konnte. Im Folgejahr konnte, gewann sie mit Debbie Flood, Frances Houghton sowie Katherine Grainger bei den Olympischen Sommerspielen 2008 in Peking die Silbermedaille knapp hinter dem chinesischen Boot.
Ihr nächster Olympiazyklus begann mit einem weiteren Jahr im Doppelzweier mit Anna Watkins. Nach guten Leistungen und Platz 2 bei den Ruder-Weltmeisterschaften 2009 qualifizierte sie sich daraufhin wieder für den Doppelvierer und gewann 2010 ihren zweiten Weltmeistertitel. Im Folgejahr schwächelte der britische Doppelvierer mit Platz 7 bei den Ruder-Weltmeisterschaften 2011, woraufhin Vernon zurück in den Riemen-Bereich wechselte. Im britischen Frauen-Achter rudernd belegte sie Platz 5 bei den Olympischen Sommerspielen 2012 in London. Seitdem ist sie international nicht mehr angetreten.
Vernon startet für den Marlow Rowing Club. Bei einer Körperhöhe von 179 cm wiegt sie 79 kg. Ihre Ausbildung absolvierte sie an der Wadebridge School, dem Downing College, Cambridge und dem King’s College London (MA International Relations).

## Erfolge
- U23-Weltmeisterschaften 2004: Bronzemedaille im Zweier ohne Steuerfrau
- Ruder-Weltmeisterschaften 2005: Platz 9 im Einer
- Ruder-Weltmeisterschaften 2006: Platz 4 im Doppelzweier
- Ruder-Weltmeisterschaften 2007: Goldmedaille im Doppelvierer
- Olympische Sommerspiele 2008: Silbermedaille im Doppelvierer
- Ruder-Weltmeisterschaften 2009: Silbermedaille im Doppelzweier
- Ruder-Weltmeisterschaften 2010: Goldmedaille im Doppelvierer
- Ruder-Weltmeisterschaften 2011: Platz 7 im Doppelvierer
- Olympische Sommerspiele 2012: Platz 5 im Achter